# Кузьмищево (Калузька область)
Кузьмищево (рос. Кузьмищево) — село в Таруському районі Калузької області Російської Федерації.
Населення становить 390 осіб. Входить до складу муніципального утворення Село Кузьмищево.

## Історія
Від 2004 року входить до складу муніципального утворення Село Кузьмищево

## Населення
| 2002 | 2010 |
| ---- | ---- |
| 317  | ↗390 |